# Ludwig Hofmann (Sänger)
Ludwig Hofmann (* 14. Januar 1891 in Frankfurt am Main; † 28. Dezember 1963 in Wiesbaden) war ein deutscher Opernsänger (Bassist), der seit Ende der 1920er Jahre vor allem als Sänger von Wagner-Partien weltweite Erfolge erzielte. Er wirkte an den Opernhäusern in Berlin und Wien und trat von 1928 bis 1942 bei den Bayreuther Festspielen auf.

## Leben
Aufgewachsen in Frankfurt am Main, absolvierte er dort die Realschule und begann ein Gesangsstudium bei Ricutini, das er in Mailand fortsetzte. 1914 bis 1918 nahm er am Ersten Weltkrieg teil. 1918, mit 27 Jahren, debütierte er als Opernsänger am Stadttheater Bamberg. Danach hatte er Engagements am Landestheater Detmold (1919–1920), am Stadttheater Bremen (1920–1925), am Staatstheater Wiesbaden (1925–1927), an der Städtischen Oper Berlin (1927–1934 und nochmals in der Spielzeit 1950/51), an der Staatsoper Unter den Linden (1934–1950) und an der Wiener Staatsoper (1935–1942).
Von 1929 bis 1936 sang er bei den Salzburger Festspielen. 1930 bis 1938 hatte er Gastspiele an führenden Opernhäusern Europas und in Übersee (z. B. Mailänder Scala, Covent Garden Opera London, Théâtre des Champs-Élysées Paris, Teatro Colón Buenos Aires, Metropolitan Opera New York).
Anlässlich des 50. Geburtstages von Adolf Hitler wurde Hofmann 1939 zum Kammersänger ernannt.
Nach dem Zweiten Weltkrieg konnte er seine Karriere bei Gastspielen in Berlin, Brüssel, Tunis, London und Wien fortsetzen. 1953 sang er bei den Salzburger Festspielen. Im Juli 1957 trat er in der Berliner Staatsoper als Hagen im Ring des Nibelungen auf. Danach war er pädagogisch in London tätig.
Sein Sohn ist der Schauspieler Wolfgang Hofmann (* 1927).

## Bayreuther Festspiele
Ludwig Hofmann sang zuerst 1928 und später lückenlos von 1937 bis 1942 bei den Bayreuther Festspielen. In seinem Fach wechselte er sich dort mit Ivar Andrésen (1896–1940) und Josef von Manowarda (1890–1942) ab.
- 1928: König Marke (Tristan und Isolde), Gurnemanz (Parsifal)
- 1937: König Heinrich (Lohengrin), Fafner (Rheingold, Siegfried), Hunding (Die Walküre)
- 1938: König Marke, Fafner, Hunding
- 1939: Daland (Der fliegende Holländer), Fafner, Hunding
- 1940: Daland, Fafner, Hunding
- 1941: Daland, Fafner, Hunding
- 1942: Daland